# 米政美
米 政美（よね まさみ）は、ゲームミュージックを手がける日本の作曲家。熊本県出身。
任天堂株式会社在籍。

## 略歴
マリオシリーズの移植作品のサウンドや、『コロコロカービィ』のサウンドなどを担当。音楽ゲームであるリズム天国シリーズのサウンドディレクターを務める。リズム天国シリーズのプロデューサーである、つんく♂と共にサウンドのコンセプトを考案。サウンドの中心人物として活動。 
作曲や効果音作成なども行っており、『リズム天国』および『リズム天国ゴールド』ではつんく♂と共に半数以上の曲を製作した。 特に『リズム天国ゴールド』は音楽ゲームでは最大の売り上げを記録し、CEDEC AWARDS 2009のサウンド部門で最優秀賞を受賞した。『リズム天国 ザ・ベスト+』ではディレクターとして作品全体を統括している。

## 作品
- スーパーマリオブラザーズデラックス： サウンドコンポーザー（尾崎裕一と共同）
- コロコロカービィ：サウンド （前川琢也・尾崎裕一と共同）
- スーパーマリオアドバンス： サウンド（西田憲一と共同）
- ゼルダの伝説 4つの剣＋：ナビトラッカーズ サウンド（阿部友一・前川琢也・中塚章人・永田権太・近藤浩治）と共同
- 大合奏！バンドブラザーズ：サウンドディレクター
- 東北大学未来科学技術共同研究センター川島隆太教授監修 脳を鍛える大人のDSトレーニング：サウンドディレクター
- 英語が苦手な大人のDSトレーニング えいご漬け (“バーバラのテーマ”作曲)
- DS美文字トレーニング
- リズム天国：サウンドディレクター（共同）、ミュージック（つんく♂と共同）ほか
- リズム天国ゴールド：サウンドディレクター（共同）、ミュージック（つんく♂と共同）ほか

- みんなのリズム天国 ：サウンドディレクター
- リズム天国 ザ・ベスト+ ：ディレクター